# خط طول 65° شرق
خط طول 65° شرق هو أحد خطوط الطول الجغرافية، والتي تمتد من القطب الشمالي الجغرافي إلى القطب الجنوبي الجغرافي، وحسب التحويل الزمني يتقدم خط طول 65° شرق عن خط غرينتش بـ4 ساعات و20 دقيقة.

## من القطب إلى القطب
ينطلق خط طول 65° شرق من القطب الشمالي نحو القطب الجنوبي مرورا بالمناطق التي ترد في الجدول التالي:
| الإحداثيات                         | البلد أو الإقليم أو البحر | ملاحظات                                                                                              |
| ---------------------------------- | ------------------------- | --- |
| 90°0′N 65°0′E / 90.000°N 65.000°E  | المحيط المتجمد الشمالي    | |
| 81°10′N 65°0′E / 81.167°N 65.000°E | روسيا                     | Graham Bell Island, أرخبيل فرنسوا جوزيف                                                              |
| 80°47′N 65°0′E / 80.783°N 65.000°E | بحر بارنتس                | |
| 76°29′N 65°0′E / 76.483°N 65.000°E | روسيا                     | جزيرة سيفيرني, نوفايا زيمليا                                                                         |
| 75°47′N 65°0′E / 75.783°N 65.000°E | بحر كارا                  | |
| 69°15′N 65°0′E / 69.250°N 65.000°E | روسيا                     | |
| 54°24′N 65°0′E / 54.400°N 65.000°E | كازاخستان                 | |
| 43°45′N 65°0′E / 43.750°N 65.000°E | أوزبكستان                 | |
| 38°37′N 65°0′E / 38.617°N 65.000°E | تركمانستان                | |
| 37°13′N 65°0′E / 37.217°N 65.000°E | أفغانستان                 | |
| 29°32′N 65°0′E / 29.533°N 65.000°E | باكستان                   | بلوشستان (باكستان)                                                                                   |
| 25°19′N 65°0′E / 25.317°N 65.000°E | المحيط الهندي             | |
| 60°0′S 65°0′E / 60.000°S 65.000°E  | المحيط الجنوبي            | |
| 67°39′S 65°0′E / 67.650°S 65.000°E | القارة القطبية الجنوبية   | الإقليم الأسترالي في القارة القطبية الجنوبية, المطالب الإقليمية بالقارة القطبية الجنوبية by أستراليا |